# Frukost i det gröna (Picasso)
För andra betydelser, se Frukost i det gröna (olika betydelser).

Frukost i det gröna (på franska Le déjeuner sur l'herbe) är en skulpturgrupp av Pablo Picasso, utförd i naturbetong av norske konstnären Carl Nesjar från 1966, som står i gräset utanför Arkitektur- och designcentrum i Stockholm. Skulpturen är en av Picassos variationer av Édouard  Manets målning Frukost i det gröna från 1863.
Under hela sin konstnärliga karriär studerade Picasso äldre mästares verk. Han gjorde egna "variationer" och studier av målningar av Cranach, Poussin, Velasquez, Rembrandt, David, Delacroix och Courbet. De mest omfattande omtolkningar av och experiment  utifrån äldre verk som han gjorde rörde Édouard Manets skandalomsusade målning Le déjeuner sur l'herbe från 1863. Redan 1932 nämner Picasso i några anteckningar sitt intresse för målningen och mellan 1954 och 1970 gör han en mängd  egna variationer av Le déjeuner sur l'herbe, framförallt som teckningar och gravyrer.
Med skulpturgruppen vid Arkitektur- och designcentrum låter Picasso för första gången sina Manet-figurer lämna papperet, bli tredimensionella, och placerar dem "i det gröna", i den verkliga naturen. Skulpturerna är gjorda av betong utifrån teckningar Picasso gjort på kartong och sedan vikt så att de kunde stå upp och placeras som på Manets målning. Kartongfigurerna gjorde Picasso 1962 och fyra år senare blev de gjutna och blästrade i betograveteknik av Carl Nesjar och placerades på dåvarande Moderna museets gräsmatta.

## Fotogalleri

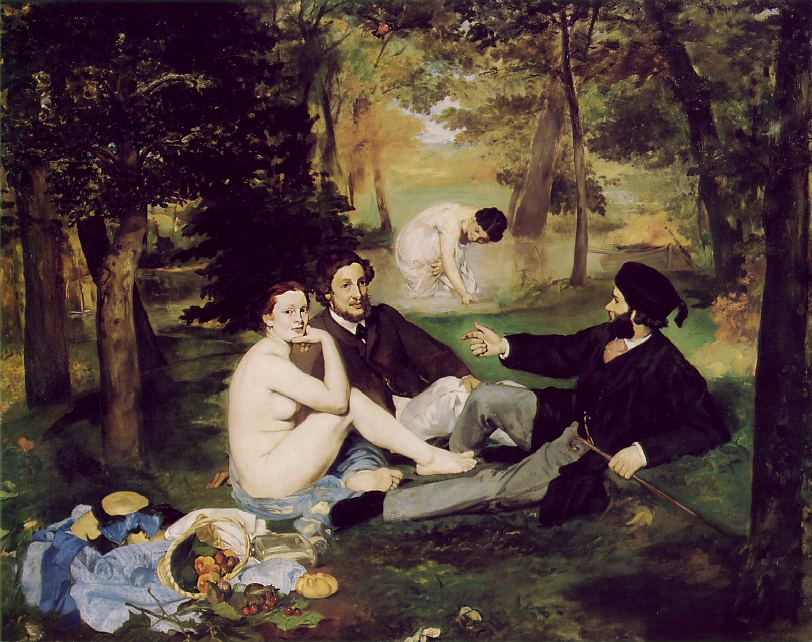
Édouard Manets Frukost i det gröna, 1863. Musée d’Orsay, Paris
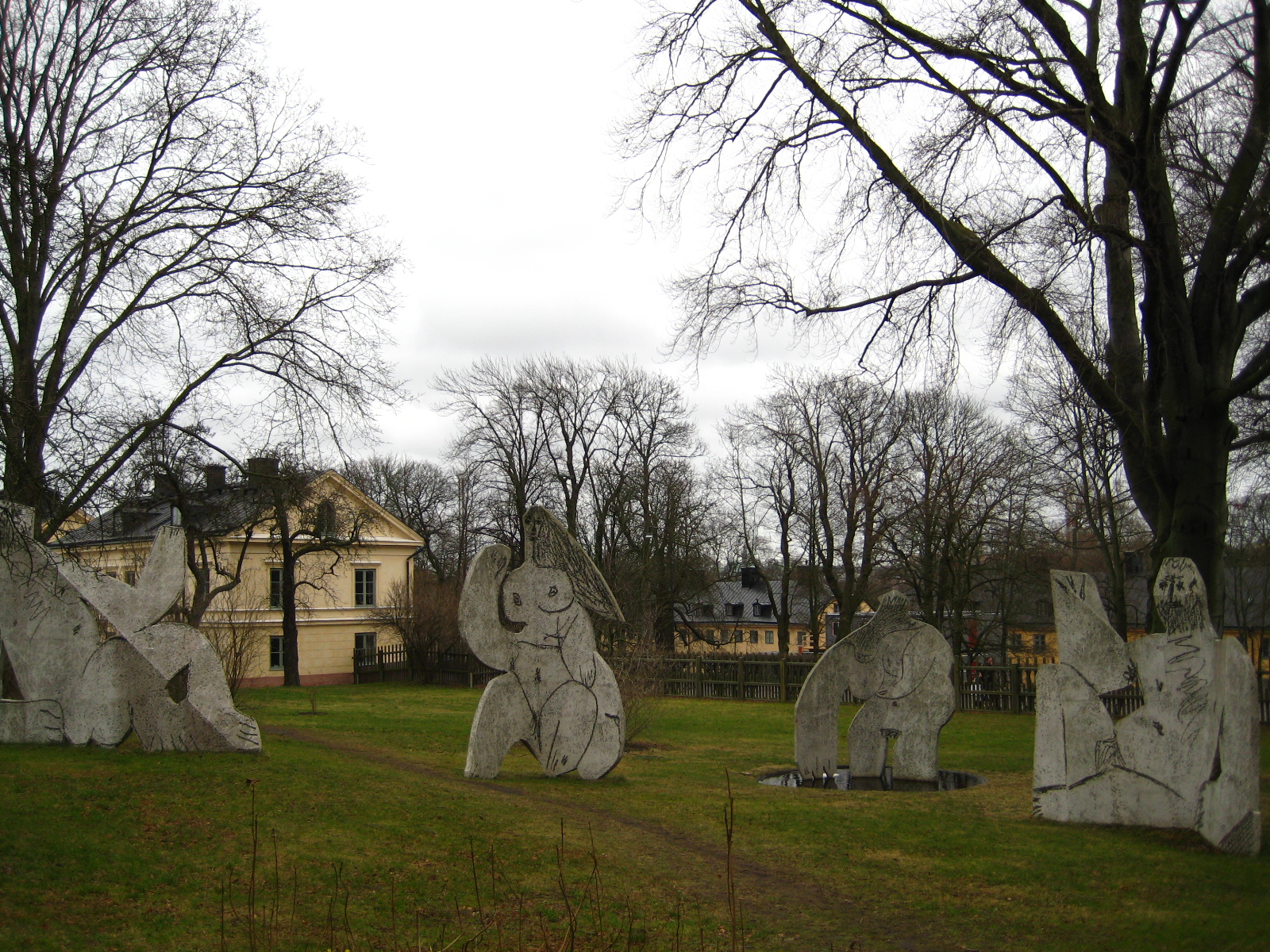
Pablo Picassos Frukost i det gröna, 1966. Moderna Museet, Stockholm
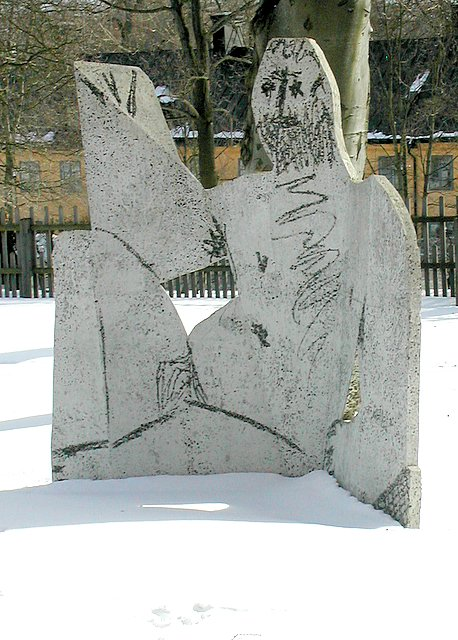
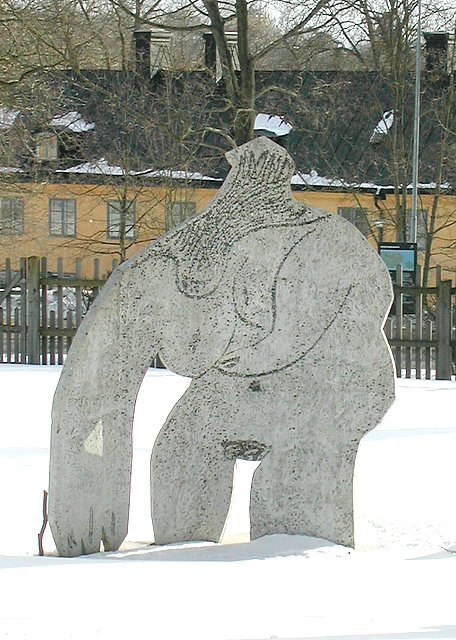
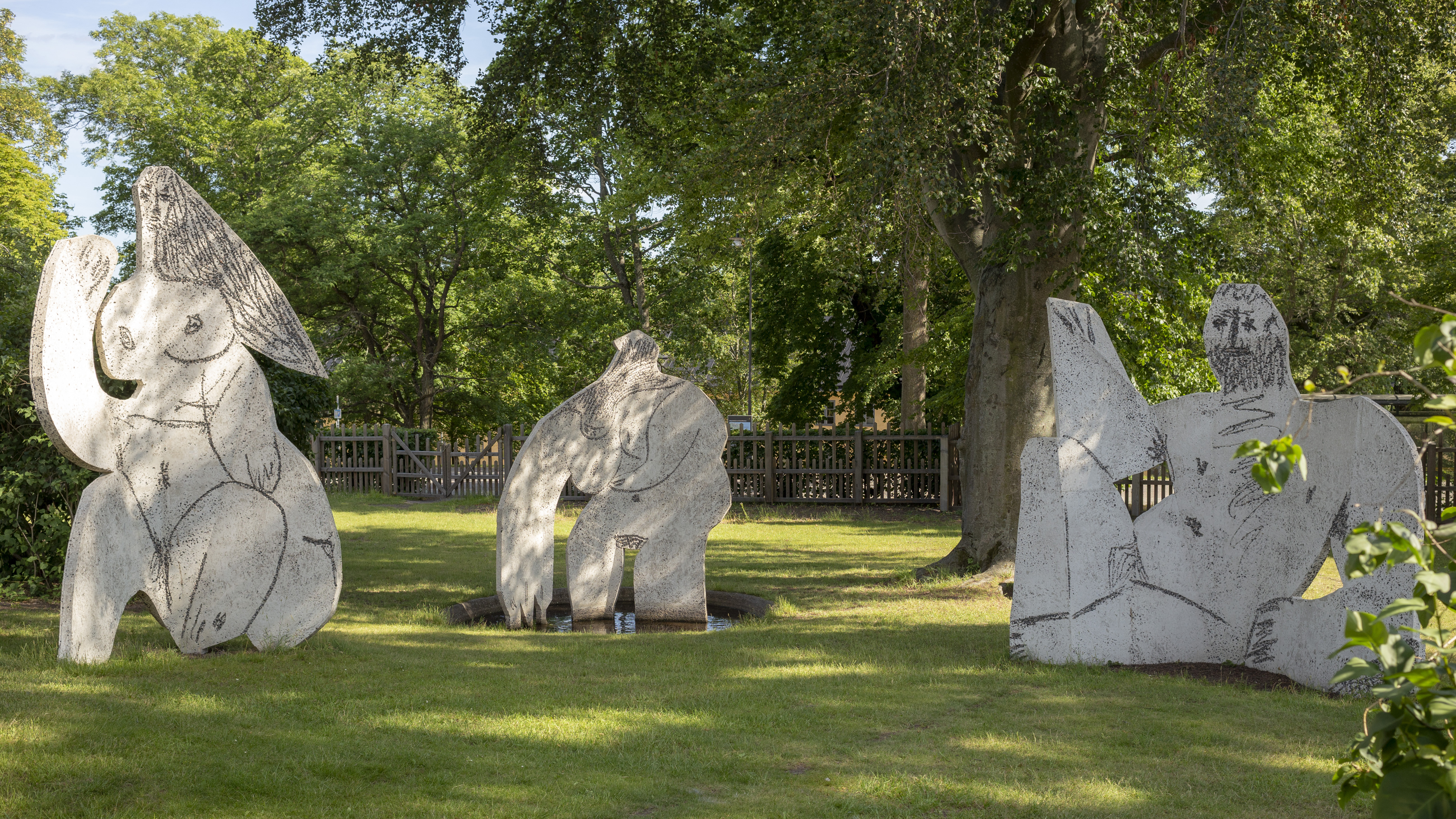
Pablo Picassos Frukost i det gröna (1966). Moderna Museet i Stockholm.